# Kid Kapichi
Kid Kapichi ist eine englische Rockband aus Hastings.

## Geschichte
Im Jahre 2013 begannen die beiden Gitarristen Jack Wilson und Ben Beetham zusammen Musik zu schreiben. Nachdem beide ihr erstes Lied Ice Cream fertig gestellt hatten holten sie ihre Schulfreunde Eddie Lewis (Bass) und George MacDonald (Schlagzeug) in die Band und spielten in Hastings ihre ersten Konzerte. Ursprünglich hatten Kid Kapichi einen anderen Namen. Nachdem die Musiker jedoch feststellten, dass es bereits eine andere Band mit dem Namen gab, entschloss man sich, einen anderen Namen zu wählen. Eines Tages nahmen die Musiker ein Lied auf und dabei entstand ein Loop eines Gesangspart, das sich wie Kid Kapichi anhörte. In den folgenden Jahren veröffentlichte die Band mehrere Singles und EPs, bevor Kid Kapichi im Jahre 2019 zunächst auf den Reading and Leeds Festivals und danach im Vorprogramm von Frank Carter & The Rattlesnakes durch Europa tourte. Am 5. Februar 2021 veröffentlichte die Band ihr selbst produziertes Debütalbum This Time Next Year in Eigenregie.
Bei den Heavy Music Awards 2022 wurden Kid Kapichi in der Kategorie Best UK Breakthrough Artist nominiert, der Preis ging jedoch an die Sängerin Cassyette. Am 26. März 2022 eröffnete die Band für Liam Gallagher in der Londoner Royal Albert Hall. Gallagher lud die Band persönlich ein, nachdem er ihr Lied New England hörte und über seine Twitter-Seite lobte. Im Juni 2022 wurden Kid Kapichi vom Plattenlabel Spinefarm Records unter Vertrag genommen und spielten auf den Reading and Leeds Festivals. Am 23. September 2022 veröffentlichten sie ihr zweites Studioalbum Here’s What You Could Have Won. Als Gastmusiker ist Bob Vylan bei dem Lied New England zu hören. Here’s What You Could Have Won stieg auf Platz 38 der britischen Albumcharts ein. Anfang 2023 tourte die Band mit Snayx durch das Vereinigte Königreich und Europa. Im Sommer 2023 spielten Kid Kapichi auf dem Glastonbury Festival, dem Download-Festival, dem Hurricane Festival, dem Southside Festival und Rock Werchter.
Im Herbst 2023 tourten Kid Kapichi im Vorprogramm von Nothing but Thieves durch Nordamerika. Am 15. März 2024 erschien ihr drittes Studioalbum There Goes the Neighbourhood. Als Gastsänger ist bei dem Lied Zombie Nation Suggs von der Band Madness zu hören. There Goes the Neighbourhood stieg auf Platz 90 der britischen Albumcharts ein. Im Frühjahr 2024 folgte eine Headlinertournee durch Europa. Zunächst ging es mit Dead Pony und Dumb Buoys Fishing Club durch das Vereinigte Königreich, bevor es mit Snayx durch Kontinentaleuropa ging. Im Juli 2024 eröffneten Kid Kapichi für Madness im Edinburgh Castle, bevor die Band im Herbst im Vorprogramm von Frank Carter & The Rattlesnakes durch Europa tourte. Der Gitarrist Ben Beetham und der Schlagzeuger George Macdonald verließen die Band im Mai 2025.

## Stil
James Wilkinson vom Onlinemagazin Allmusic bezeichnete Kid Kapichi als „rauhes, das Establishment herausforderndes Quartett, die ihre Inspiration vom US-amerikanischen Alternative Rock nimmt, während sie ihrer britischen Punk-Wurzeln treu bleiben“. Matthias Weckmann vom deutschen Magazin Metal Hammer schrieb, dass Kid Kapichi auf instrumentaler Ebene „eine klassisch besetzte Rockband wäre“. Ihr Sounddesign würden sich aber „vornehmlich an Hip-Hop, Rap und elektronischer Musik orientieren“. Inspiriert von Frank Carter, Frank Turner und The Streets könne die Band „ihr ebenso vorhandenes Britpop-Gen nicht verleugnen“. Jonathan Schütz vom deutschen Magazin Visions schrieb, dass Kid Kapichi „zwar durch und durch eine Rockband mit Punk-Attitüde“ wäre, wobei „ihre stilistische Vielfalt jedoch weit darüber hinausgeht“. Der Sprechgesang von Sänger Jack Wilson würde nach Mike Skinner klingen, während er bei Balladen „nicht weit von Liam Gallagher entfernt“ wäre. Sänger Jack Wilson nannte Bands wie die Arctic Monkeys, The Libertines, Queens of the Stone Age und Slaves als Haupteinflüsse. Auf die Frage, wenn zwei Bands ein Baby hätten und das Baby Kid Kapichi wäre, antwortete Jack Wilson mit Slaves und The Clash, wobei seine Band später von The Specials adoptiert worden wäre.

## Diskografie

### Studioalben
| Jahr | Titel Musiklabel                                 | Höchstplatzierung, Gesamtwochen, AuszeichnungChartsChartplatzierungen (Jahr, Titel, Musiklabel, Platzierungen, Wochen, Auszeichnungen, Anmerkungen) | Anmerkungen                              |
| Jahr | Titel Musiklabel                                 | UK | Anmerkungen                              |
| ---- | ------------------------------------------------ | --- | ---------------------------------------- |
| 2021 | This Time Next Year Selbstverlag                 | — | Erstveröffentlichung: 5. Februar 2021    |
| 2022 | Here’s What You Could Have Won Spinefarm Records | UK38 (1 Wo.)UK | Erstveröffentlichung: 23. September 2022 |
| 2024 | There Goes the Neighbourhood Spinefarm Records   | UK90 (1 Wo.)UK | Erstveröffentlichung: 15. März 2024      |

### EPs
| Jahr | Titel Musiklabel             | Anmerkungen                              |
| ---- | ---------------------------- | ---------------------------------------- |
| 2017 | Kid Kapichi Selbstverlag     | Erstveröffentlichung: 30. September 2017 |
| 2018 | Lucozade Dreams Selbstverlag | Erstveröffentlichung: 30. März 2018      |
| 2019 | Sugar Tax Selbstverlag       | Erstveröffentlichung: 19. Juli 2019      |

Musikvideos
- 2017: Waster
- 2018: Puppet Strings
- 2019: Glitterati
- 2019: Death Dips
- 2019: 2019
- 2020: Thugs
- 2021: Hope’s a Never Ending Funeral
- 2021: Violence
- 2021: Fomo Sapiens
- 2021: Working Man’s Town
- 2022: New England (feat. Bob Vylan)
- 2022: Party at No. 10
- 2022: Rob the Supermarket
- 2022: 5 Days on (2 Days Off)
- 2022: I.N.V.U.
- 2023: Smash the Gaff
- 2023: Let’s Get to Work
- 2023: Tamagotchi
- 2024: Get Down
- 2024: Zombie Nation (feat. Suggs)

## Musikpreise
| Jahr | Kategorie                   | für         | Resultat  |
| ---- | --------------------------- | ----------- | --------- |
| 2022 | Best UK Breakthrough Artist | Kid Kapichi | Nominiert |